# Ты, ты, ты (альбом)
Ты, ты, ты — второй студийный альбом российского поп-певца Филиппа Киркорова, выпущенный в 1991 году. Записан фирмой Moroz Records.
 В последующие годы альбом неоднократно переиздавался.

## Список композиций
| №   | Название                                         | Текст песни                   | Музыка          | Длительность |
| --- | ------------------------------------------------ | ----------------------------- | --------------- | ------------ |
| 1.  | «Ты, ты, ты» (сокращённая версия, 1990)          | В. Вылчев (1982), Л. Дербенев | Т. Русев (1982) | 4:36         |
| 2.  | «Ночной бал» (1990)                              | Л. Рубальская                 | К. Кравчик      | 3:16         |
| 3.  | «Аленький цветочек» (1991)                       | Л. Дербенев                   | У. Хитман       | 3:14         |
| 4.  | «Киса» (1991)                                    | С. Осиашвили                  | В. Добрынин     | 2:52         |
| 5.  | «Лето — не зима» (1990)                          | Л. Дербенев                   | А. Лукьянов     | 4:42         |
| 6.  | «Загляни в мои глаза»                            | Т. Лебединская                | С. Теппер       | 4:52         |
| 7.  | «Разлюби меня»                                   | Ю. Гарин                      | А. Гарнизов     | 3:38         |
| 8.  | «Лошадка» (1991)                                 | И. Резник                     | А. Гарнизов     | 2:28         |
| 9.  | «Таганка» (1991)                                 | П. Жагун                      | И. Николаев     | 3:00         |
| 10. | «Люстры старинного зала» (1991)                  | А. Никольский                 | А. Никольский   | 5:10         |
| 11. | «Я не вижу выхода» (1991)                        | Ю. Рыбчинский, Ю. Рогоза      | И. Демарин      | 3:38         |
| 12. | «Ирочки» (вторая версия, 1991)                   | А. Никольский                 | А. Никольский   | 2:49         |
| 13. | «Не расстались мы» (1989)                        | А. Кришта                     | С. Касторский   | 4:49         |
| 14. | «Сотник»                                         | А. Никольский                 | М. Звездинский  | 4:29         |
| 15. | «На несколько теплых дней» (вторая версия, 1990) | О. Серебренников              | В. Владимиров   | 5:40         |
| 16. | «Капризная шальная» (1991)                       | Г. Айвазян                    | В. Добрынин     | 3:06         |
| 17. | «Уходя, уходи» (1991)                            | И. Резник                     | А. Пугачева     | 2:33         |

## Особенности оформления
Выпущен в различном оформлении. 

Обложка первого тиража альбома «Ты, ты, ты»

Кроме Киркорова на обложку альбома помещены фото Мадонны.

## Тиражи
Выпущен тремя тиражами:
1. грампластинки в 1991 году;
2. компакт-диски в 1993 году;
3. компакт-диски в 1996 году.

По итогам хит-парадов газеты «Коммерсантъ» № 3 (226) от 13.01.1993, за 1992 год по продаже грампластинок в Москве, альбом «Ты, ты, ты» занял восьмую позицию, опередив альбомы «Россия» Игоря Талькова и «Эскадрон» Олега Газманова (десятое и пятнадцатое место, соответственно).

## Награды
- 1991 год: фестиваль «Песня года», песня «Ты, ты, ты».
- июнь 1992 года: Международный конкурс Золотой Орфей в Болгарии, II премия, песня «Ты, ты, ты»
- июль 1992 года: Международный конкурс «Интерфест» в Македонии, I премия, песня «Загляни в мои глаза»

## Клипы
| Год  | Клип                       | Режиссёр          |
| ---- | -------------------------- | ----------------- |
| 1990 | «На несколько тёплых дней» | Юрий Ракшин       |
| 1990 | «Загляни в мои глаза»      | Галина Малыщицкая |
| 1990 | «Ты, ты, ты»               | Михаил Макаренков |
| 1991 | «Ты, ты, ты» (2 версия)    | Михаил Макаренков |

## Кавер-версии
- «Аленький цветочек» — «Kan Noladeti» (D.Ancel & S.Bekker)
- «Таганка» А.Кальянова
- «Ты, ты, ты» — «Телефонна любов» В.Найденова
- «Уходя уходи» А.Пугачевой

## История создания
В период подготовки Филиппа к своим первым гастролям по Израилю возникла мысль включить в репертуар одну из песен на иврите. Выбор пал на песню, занявшую третье место на фестивале «Евровидение-91» «Kan Noladeti» и бывшую достаточно известным хитом в Израиле. Русский текст песни был написан Леонидом Дербеневым. Таким образом появилась на свет песня «Аленький цветочек». «Kan Noladeti» Филипп исполнял впоследствии в дуэте с Аллой Пугачёвой на иврите, и именно этой песней обычно заканчивались гастрольные выступления Киркорова в Израиле.

## Участие в акциях
Альбом выпущен при участии Благотворительного коммерческого центра «Аленький цветочек».